# حسب ترتيب الاختفاء
حسب ترتيب الاختفاء هو فيلم من نوع دراما وكوميديا أُصدر في 10 فبراير 2014. الفيلم من توزيع Teodora Film ‏ وفيرتيغو ميديا ‏، وهو من إخراج هانز بيتر مولاند، أما السيناريو فكان من كتابة كيم فوبز آيكسون.

## القصة
تقع أحداث الفيلم في النرويج. وقصة الفيلم الرئيسية حول الانتقام.

## طاقم التمثيل
- جوران نافوجيك
- بريجيت هيورت سورينسن
- Hildegun Riise [الإنجليزية]‏
- جاكوب اوفتيبرو
- كاري كونرادي
- Leo Ajkic [الإنجليزية]‏
- توبياس سنتلمان
- برونو غانتس
- Miodrag Krstović [الإنجليزية]‏
- هاها تريفونوفيتش
- أندري باسمو كريستانسن
- جان جونار رويس
- ديفيد ساكوراي
- بال سفير هاجن
- ستيلان سكارسغارد
- Arben Bala ‏
- ستيغ هنريك هوف
- بيتر اندرسون
- أتلي أنيستون
- جوليا باش، ويج
- ارثر بيرنينغ
- Gard B. Eidsvold  [لغات أخرى]‏
- جون أوجاردن
- كريستوفر هيفيو

## وصلات خارجية
- حسب ترتيب الاختفاء على موقع IMDb (الإنجليزية)
- حسب ترتيب الاختفاء على موقع ميتاكريتيك (الإنجليزية)
- حسب ترتيب الاختفاء على موقع روتن توميتوز (الإنجليزية)
- حسب ترتيب الاختفاء على موقع نتفليكس (الإنجليزية)
- حسب ترتيب الاختفاء على موقع قاعدة بيانات الأفلام العربية
- حسب ترتيب الاختفاء على موقع ألو سيني (الفرنسية)
- حسب ترتيب الاختفاء على موقع أول موفي (الإنجليزية)
- حسب ترتيب الاختفاء على موقع بوكس أوفيس موجو (الإنجليزية)
- حسب ترتيب الاختفاء على موقع فيلمافينيتي (الإسبانية)
- حسب ترتيب الاختفاء على موقع قاعدة بيانات الأفلام السويدية (السويدية)